# جين كولان
جين كولان (1 سبتمبر 1926 - 23 يونيو 2011) هو كان كاتب قصص مصورة أمريكي أشتهر بأعماله في مارفل كومكس.